# TM NETWORK THE MOVIE 1984〜
『TM NETWORK THE MOVIE 1984〜』（ティーエム・ネットワーク・ザ・ムービー・1984）は、日本の音楽ユニットTM NETWORKが2015年4月22日にリリースした映像作品。

## メンバー
- 小室哲哉：キーボード・コーラス
- 宇都宮隆：ボーカル・ギター
- 木根尚登：ギター・キーボード・コーラス

## 解説
TM NETWORKがデビュー時から終了までの「エピックレコードジャパン」在籍時代にあたる1984〜1994年のライブ映像など112分からなる劇場作品を収録したもの。特典として1988年4月〜1992年9月にオンエアされていたテレビ番組「eZ-TV」の映像も収録される。そのため本作では一公演丸ごとの映像ではなく部分的に編集されたものとなっており、ドキュメンタリー的な内容。

## 収録曲
1. DRAGON THE FESTIVAL（1985年 日本青年館）
2. 金曜日のライオン（Take it to the lucky）（1984年 PARCO-PART III）
3. 1974（1984年 PARCO-PART III）
4. ACCIDENT（1986年 中野サンプラザ）
5. COME ON LET'S DANCE（1986年 よみうりランド・オープンシアターEAST）
6. Get Wild（1987年 日本武道館）
7. Fool On The Planet（1987年 日本武道館）
8. Confession 〜告白〜（1989年 横浜アリーナ）
9. LOOKING AT YOU（1991年 代々木第一体育館）
10. A DAY IN THE GIRL'S LIFE（1989年 横浜アリーナ）
11. CAROL（CAROL'S THEME I）（1989年 横浜アリーナ）
12. Final Fighting（1989年 横浜アリーナ）
13. In The Forest（Piano version）（1989年 横浜アリーナ）
14. JUST ONE VICTORY（1989年 横浜アリーナ）
15. Be Together（1988年 代々木第一体育館）
16. Human System（1988年 代々木第一体育館）
17. 69/99（1991年 代々木第一体育館）
18. TIME TO COUNT DOWN（1991年 代々木第一体育館）
19. Love Train（1994年 東京ドーム）
20. THE POINT OF LOVERS' NIGHT（1994年 東京ドーム）
21. ELECTRIC PROPHET（1984年 PARCO-PART III / 1985年 日本青年館 / 1992年 横浜アリーナ / 1994年 東京ドーム）
22. KISS YOU（KISS JAPAN DANCING DYNA-MIX from "eZ 7th「GIGS on eZ」" 1988年9月放送）
23. COME ON EVERYBODY（from "eZ 13th「eZ 4 DAYS SPECIAL」" 1988年12月放送）
24. NERVOUS（CAMP FANKS '89 from "eZ 23rd「WELCOME to the eZ ENDING」" 1989年10月放送）
25. COME ON LET'S DANCE（CAMP FANKS '89 from "eZ 23rd「WELCOME to the eZ ENDING」" 1989年10月放送）
26. Be Together（CAMP FANKS '89 from "eZ 23rd「WELCOME to the eZ ENDING」" 1989年10月放送）
27. Get Wild（CAMP FANKS '89 from "eZ 23rd「WELCOME to the eZ ENDING」" 1989年10月放送）
28. KISS YOU（DIGEST）（CAMP FANKS '89 from "eZ 23rd「WELCOME to the eZ ENDING」" 1989年10月放送）
29. TIME TO COUNT DOWN（from "eZ 36th「大江千里 on eZ」" 1990年11月放送）
30. WORLD'S END（RHYTHM RED LIVE　from "eZ 40th「TMN on eZ」" 1991年3月放送）
31. 69/99（RHYTHM RED LIVE from "eZ 40th「TMN on eZ」" 1991年3月放送）